# Ханс Фалада
Ханс Фалада (право име Rudolf Wilhelm Friedrich Ditzen — Рудолф Вилхелм Фридрих Дицен, 21. јула 1893, Грајфсвалд — 5. фебруара 1947, Берлин), немачки писац, аутор више романа у традицији покрета „Нова стварност“ у немачкој књижевности, сликарству, архитектури и филму 20-их година ХХ века.

## Биографија
Био је син високог судског службеника који се често селио, па се Фалада рано окренуо књигама услед тешкоће прилагођавања у новим школама. Тешка саобраћајна несрећа 1909. године, када га је оборило возило на коњску вучу и потом повредио коњ, изазвала је озбиљне последице по његово здравље, трбушни тифус и адикцију на седативе и лекове против болова изазваних повредама. Ови лекови довели су до конзумирања тешких дрога и алкохолизма, па је Фалада више пута покушао и самоубиство. Светску славу стекао је романом Мали човече – шта сада?, 1932, преведеним на много језика и објављеним годину дана пре доласка Хитлера на власт. У време националсоцијализма Фалада је као „непожељан аутор“ живео повучено у Мекленбургу. Године 1945. преселио се у Берлин, где је умро не дочекавши објављивање свог романа Свако умире сам.

## Главна дела
Поред осталих, значајна су му и дела Сељаци, буџе и бомбе, 1931, Ко једном ждере из плехане зделе, 1934, Гвоздени Густав, 1938, и Свако умире сам, 1947.